# بسه
 بسه  روستای کوچکی در منطقه گوده و از توابع بخش مرکزی شهرستان بستک در غرب استان هرمزگان در جنوب ایران واقع شده‌است.

## محدوده بسه
از شمال کوه، از جنوب مردنو، از مغرب گلویه، و از مشرق به گود گز محدود می‌گردد.

## زلزله و ویرانی بسه
این روستا صدها سال پیش روستایی آباد وپر جمعیت بوده، ولی بعلت زلزله روستا کاملاً از بین رفته و مردمش هم به اطراف پراکنده شده‌اند. هم‌اکنون بیست خانوار دارد.
آثار روستای ویران شده در دو کیلومتری سمت غرب روستای گود گز به چشم می‌خورد. چندین آب‌انبار برکه و قبرستان نشان می‌دهد که دهی کوچک نبوده‌است.

## زمین جوکار
در نزدیکی این روستا ویران شده ۱۰۰۰ من (۴۰۰۰ کیلو گرم) زمین کشت دیم دارد که مربوط به روستای گود گز است. بیشتر کشاورزیهای گودگز بین بسه وگودگز قرار دارد.

## فهرست منابع و مآخذ
- محمدیان، کوخردی، محمد.  «شهرستان بستک و بخش کوخرد»  ج۱. چاپ اول، دبی: سال انتشار ۲۰۰۵ میلادی.
- عباسی، قلی، مصطفی،  «بستک وجهانگیریه»، چاپ اول، تهران : ناشر: شرکت انتشارات جهان معاصر، سال ۱۳۷۲ خورشیدی.
- سلامی، بستکی، احمد.  (بستک در گذرگاه تاریخ)  ج۲ چاپ اول، ۱۳۷۲ خورشیدی.
- بالود، محمد.  (فرهنگ عامه در منطقه بستک)  ناشر همسایه، چاپ زیتون، انتشار سال ۱۳۸۴ خورشیدی.
- بنی عباسیان، بستکی، محمد اعظم،  «تاریخ جهانگیریه»  چاپ تهران، سال ۱۳۳۹ خورشیدی.
- الکوخردی، محمد، بن یوسف، (کُوخِرد حَاضِرَة اِسلامِیةَ عَلی ضِفافِ نَهر مِهران Kookherd, an Islamic District on the bank of Mehran River) الطبعة الثالثة، دبی: سنة ۱۹۹۷ للمیلاد.
- بختیاری، سعید، ،  «اتواطلس ایران»  ، “ مؤسسه جغرافیایی وکارتگرافی گیتاشناسی، بهار ۱۳۸۴ خورشیدی.
- نگاره‌ها از: محمد محمدیان.
- محمد، صدیق «تارخ فارس» صفحه‌های (۵۰ ـ ۵۱ ـ ۵۲ ـ ۵۳)، چاپ سال ۱۹۹۳ میلادی.
- محمدیان، کوخری، محمد ، “ (به یاد کوخرد) “، ج۱. ج۲. چاپ اول، دبی: سال انتشار ۲۰۰۳ میلادی.
- اطلس گیتاشناسی استان‌های ایران [Atlas Gitashenasi Ostanhai Iran] (Gitashenasi Province Atlas of Iran)